# Estany i font de la placeta Macià
L'estany i font de la placeta Macià és una font pública i ornamental, que conté un bust en homenatge a Francesc Macià, ubicada a la placeta de Macià de Sant Adrià de Besòs protegida com a bé cultural d'interès local (BCIL). La placeta està situada a l'avinguda de Catalunya, entre els carrers de Sant Pere i Sant Joaquim.

## Descripció
Aquesta font consisteix en una mena d'estany amb un pedestal adossat en dels seus costat, al damunt del qual hi ha una escultura d'un nen que porta un globus de vidre o fanal. La figura original, que era de pedra, desapareguda durant anys va ser substituïda per una reproducció aproximada en fosa de color negre, col·locada el 22 de juny de 2002.
L'aigua arribar a l'estany mitjançant un brollador de fosa de forma quadrada amb un relleu central que representa la cara d'un lleó clàssic. Abans hi havia, no obstant això, uns sortidors en forma de peix. L'escalinata semicircular per accedir al sortidor o font pública s'ha substituït per uns graons rectangulars. A més, la font també ha incorporat un bust en homenatge al primer president de la Generalitat de Catalunya restaurada durant la Segona República Francesc Macià.

## Història
La placeta Macià es va construir a inicis del segle xx, en el moment en què es va instal·lar en aquest indret la fàbrica Baurier i la família Font i Vinyals va començar a urbanitzar les terres del seu pavelló de caça, configurant el barri de Sant Joan Baptista. Pel que fa a la font en si va ser un encàrrec el 1954 de l'Ajuntament de Sant Adrià de Besòs a l'arquitecte municipal J.R. Ferrater i Ducati, que va projectar un monument per a la placeta. La font s'ha conservat fins avui dia amb algunes modificacions posteriors.

## Galeria

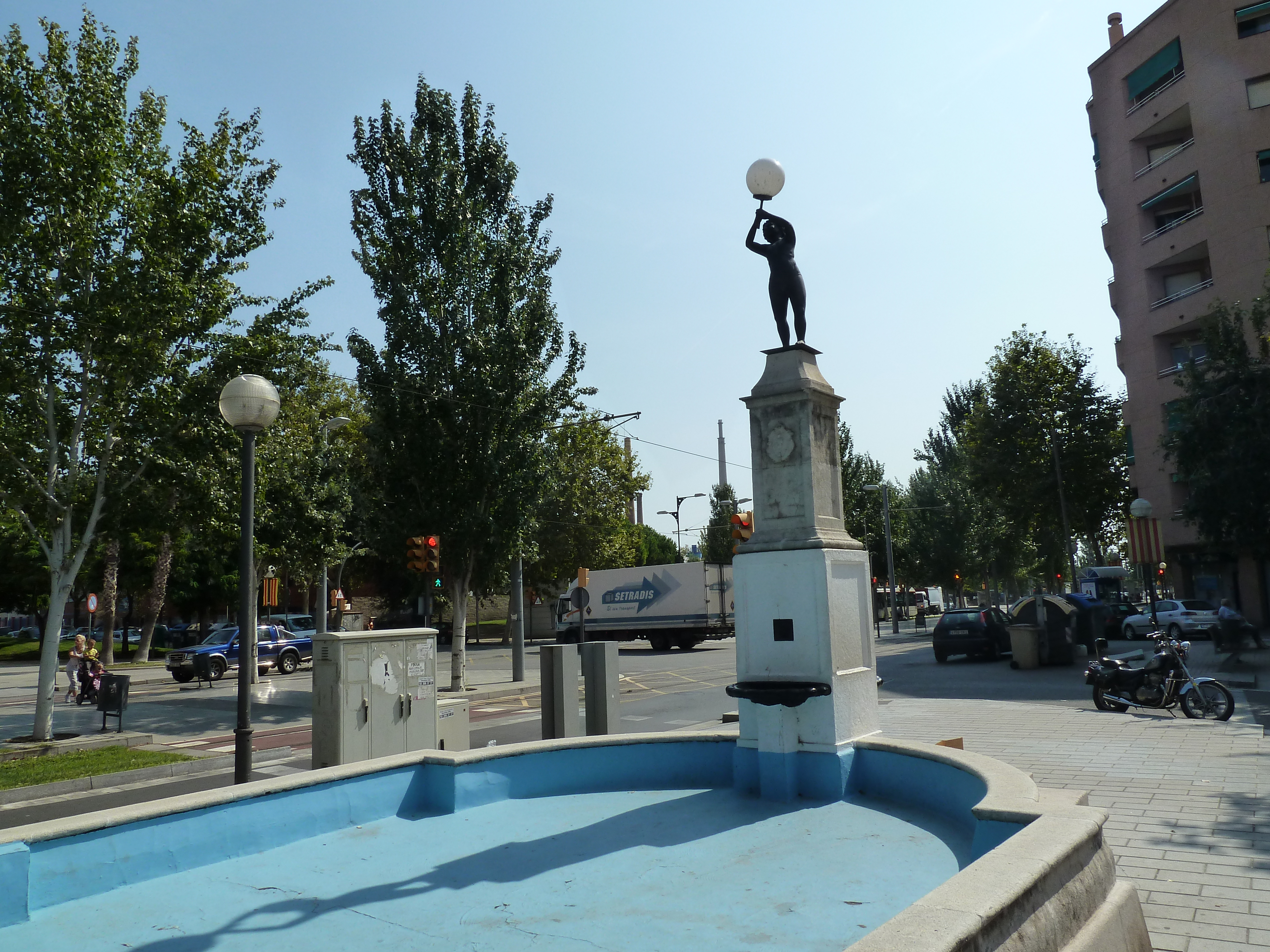
Vista anterior de l'estany i el pedestal
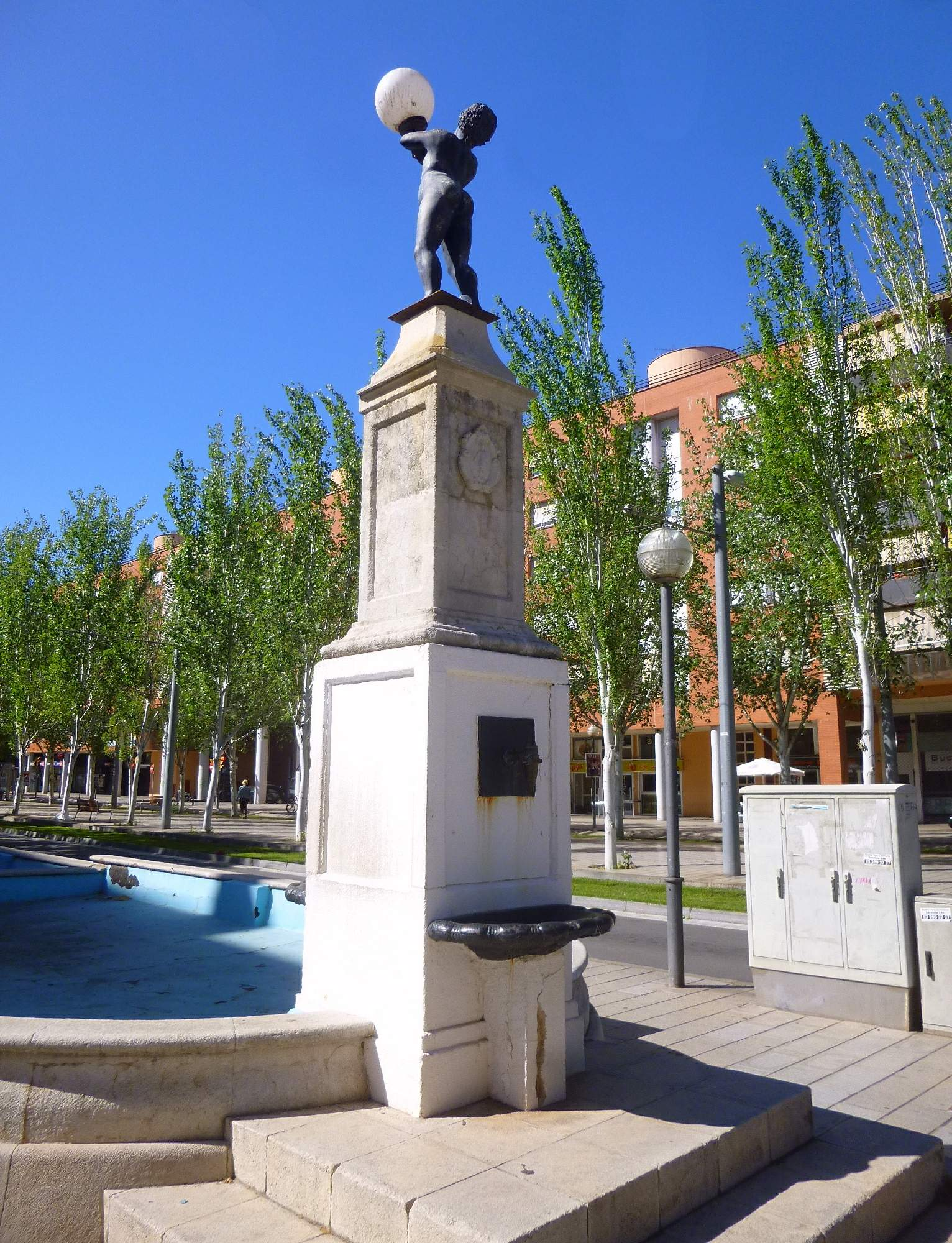
Vista posterior, amb la font
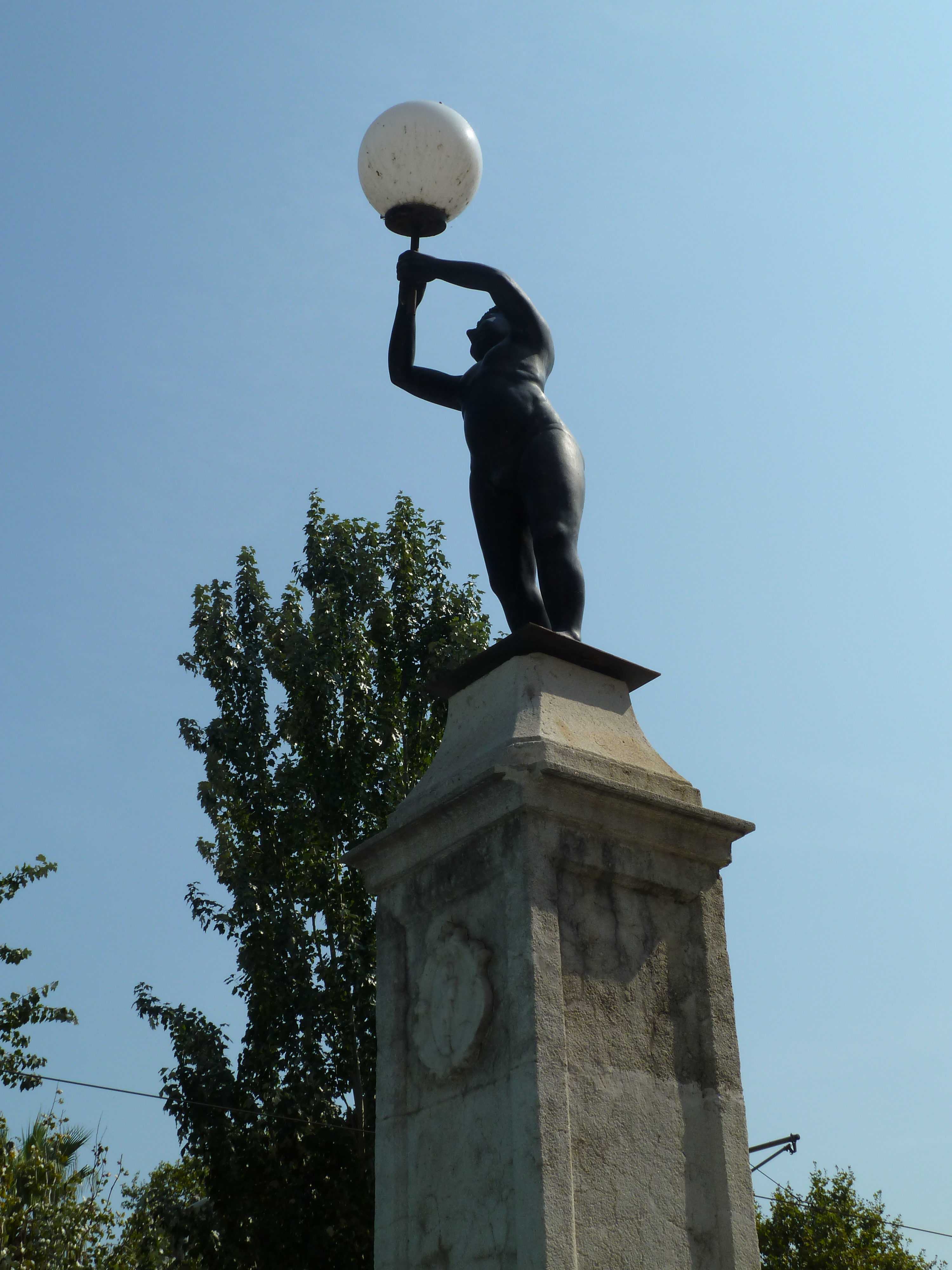
Detall de l'escultura del nen amb el fanal
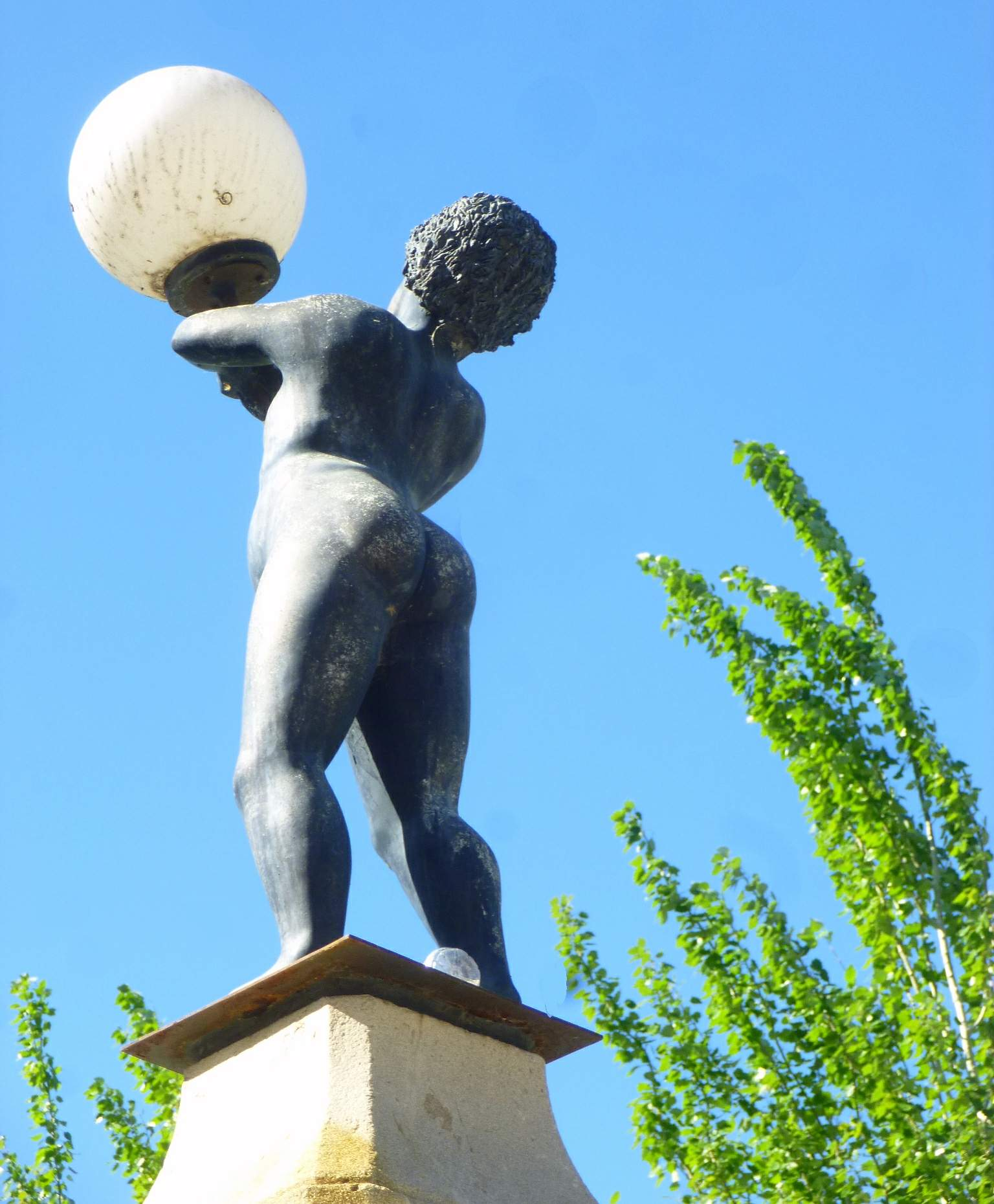
Detall posterior de l'escultura
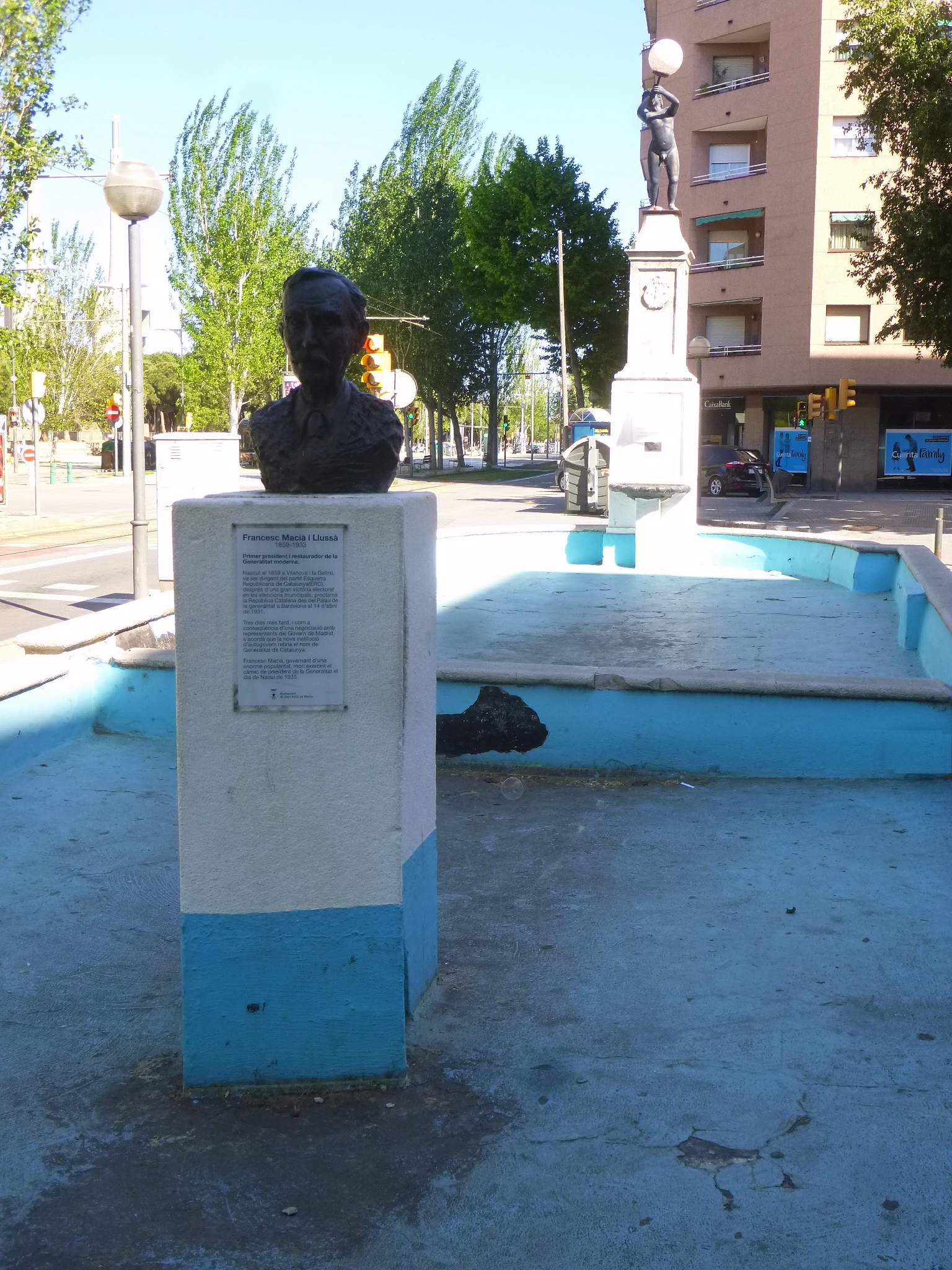
Bust de Francesc Macià
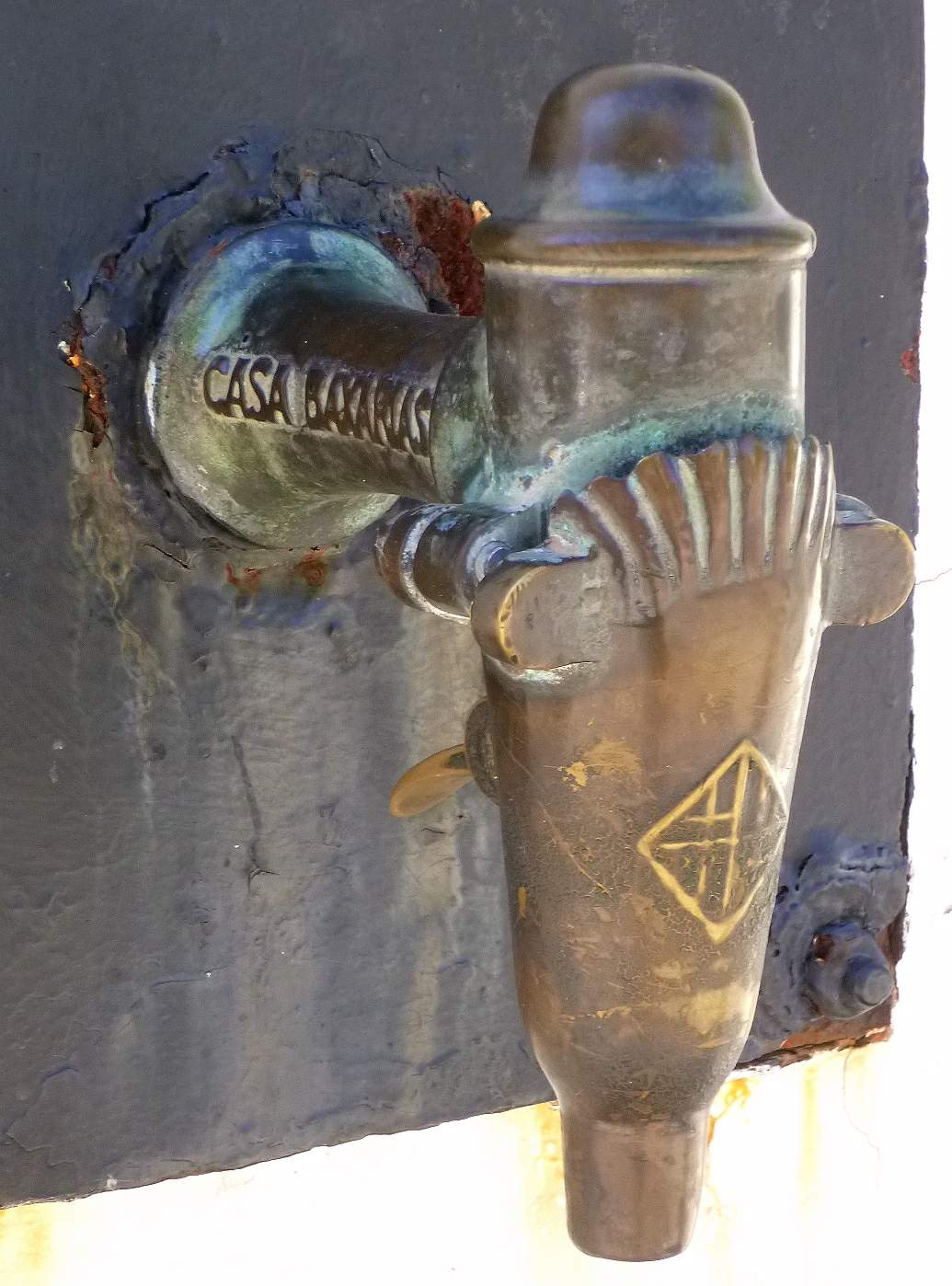
Detall de l'aixeta de la font